# Nowa Maryśka
Nowa Maryśka (prononciation : [ˈnɔva maˈrɨɕka]) est un village polonais de la gmina de Strzegowo dans le powiat de Mława de la voïvodie de Mazovie dans le centre-est de la Pologne.
Il se situe à environ 28 km au sud-ouest de Mława (siège du powiat) et à 93 km au nord-ouest de Varsovie (capitale de la Pologne).
Le village compte approximativement une population de 68 habitants en 2006.

## Histoire
De 1975 à 1998, le village appartenait administrativement à la voïvodie de Ciechanów.